# Wild Side Story
Wild Side Story er et satirisk sceneshow af svensk-amerikaneren Jacob Truedson Demitz (fr) under kunstnernavnet Lars Jacob, der første gang blev præsenteret med unge cubanske flygtninge i 1973 i Miami Beach. Siden da er det blevet opført mere end 500 gange (1973-2004) i Florida, Sverige, Californien  og Spanien.
Showet har givet jobs til hundredvis af unge mennesker af forskellige nationaliteter, herunder Mohombi, Ulla Jones (en) (gift med Quincy Jones), Christer Lindarw (sv)  og Helena Mattsson (en).
I Stockholm blev det opført i 1976 på Alexandra Charles natklub og igen i løbet af sommeren 1997 på den italienske kunstner Lino Ajellos natklub Camarillo.
Wild Side Story blev sidst opført i Stockholms Gamla Stan i 2013, på dagen for 40-året for premieren i Florida.